# Rőzsényi Farkas
Rőzsényi Farkas (eredeti neve: Povázanecz; Szeged, 1818. – Hódmezővásárhely, 1882. augusztus 31.) magyar honvédszázados.

## Életútja
Római katolikus polgári család szülötte. Katonai pályára lépett, ezred-nevelőintézetben végzett. Hadfi tizedes volt, majd kincstári dohánytermesztési felügyelő Kis-Királyhegyesen. 1836–1843 közt a 39. gyalogezredben szolgált.
Az 1848–49-es forradalom és szabadságharc idején 1848 szeptemberében belépett a Hódmezővásárhelyen alakuló 30. honvédzászlóaljba hadnagyi rangban. Ugyanitt, a délvidéki hadszíntéren 1849. januártól főhadnagy és segédtiszt. 1849. júliustól a IV. hadtestben zászlóaljnál százados. A szabadságharc bukásától a kiegyezésig nincs adat. Az 1867-es kiegyezés után tagja lett a hódmezővásárhelyi honvédegyletnek, egyházi jegyzőként, majd városi tanácsnokként működött. 1882-ben érte a halál, a hódmezővásárhelyi Római katolikus temetőben helyezték örök nyugalomra 1882. szeptember 2-án. Sírhelyét már felszámolták. Felesége Antalfy Emília volt.